# Chromadorina inversa
Chromadorina inversa är en rundmaskart som beskrevs av Christian Wieser 1955. Chromadorina inversa ingår i släktet Chromadorina och familjen Chromadoridae. Inga underarter finns listade i Catalogue of Life.